# Try (canção de Nelly Furtado)
"Try" é o segundo single do álbum e o sétimo da cantora canadense Nelly Furtado.
É uma das músicas de maior sucesso de Nelly Furtado no seu álbum Folklore, há uma versão em espanhol desta música, intitulada Dar.

## Lista de faixas
UK CD Single
1. "Try" (Radio Edit)
2. "I'm Like A Bird" (Acoustic Version)
3. "Powerless (Say What You Want)" (Video)

German 2-Track Single
1. "Try" (Radio Edit)
2. "I'm Like A Bird" (Live & Acoustic)

German 4-Track Single
1. "Try" (Radio Edit)
2. "I'm Like A Bird" (Acoustic Version)
3. "Try" (Acoustic Version)
4. "Try" (Video)

## Videoclipe
O vídeo da música foi dirigido por Sophie Muller.

## Remixes
- "Try" (Gabriel & Dresden Remix) (8:01)
- "Try" (Gabriel & Dresden Dub)
- "Try" (Tony Moran Mix) (8:01)
- "Try" (Unknown Remix)
- "Try" (Kronos Quartet Remix)
- "Try" (Sweetwesty Remix) (4:39)
- "Try" (Radio Edit) (3:49)
- "Try" (Video Edit) (4:09)
- "Try" (Radio Version) (3:46)
- "Try" (Acoustic Version) (4:35)
- "Try" (Instrumental Version) (4:13)
- "Try" (Karaoke Version)
- "Try" (Dreamin Cover)
- "Dar" (Spanish Version)

## Posições nas paradas musicais
| Parada (2004)                                  | Melhor posição |
| ---------------------------------------------- | -------------- |
| Áustria (Ö3 Austria Top 75)                    | 27             |
| Canadá (Canadian Hot 100)                      | 9              |
| Países Baixos (Single Top 100)                 | 21             |
| O campo songid é OBRIGATÓRIO PARA PARADA ALEMÃ | 31             |
| Irlanda (IRMA)                                 | 42             |
| Itália (FIMI)                                  | 19             |
| Suíça (Schweizer Hitparade)                    | 22             |
| Reino Unido (UK Singles Chart)                 | 15             |
| Estados Unidos (Billboard Adult Top 40)        | 25             |